# Alfred Jönsson
Alfred Jönsson (født d. 21. februar 1998 i Lund) er en svensk håndboldspiller, som spiller i Skjern Håndbold og på Sveriges håndboldlandshold.